# Layrisse
Layrisse település Franciaországban, Hautes-Pyrénées megyében. Lakosainak száma 245 fő (2022. január 1.). Layrisse Bénac, Loucrup, Orincles és Visker községekkel határos.

## Népesség
A település népességének változása:
| Lakosok száma | 183  | 181  | 180  | 185  | 198  | 212  | 225  | 237  | 245  |
|               | 2013 | 2015 | 2016 | 2017 | 2018 | 2019 | 2020 | 2021 | 2022 |